# Bubry
Bubry (bret.: Bubri) ist eine französische Gemeinde mit 2.262 Einwohnern (Stand: 1. Januar 2022) im Département Morbihan in der Region Bretagne. Sie gehört zum Arrondissement Lorient und zum Kanton Guidel.

## Geographie
Bubry liegt im Binnenland im Westen des Départements Morbihan, ungefähr 35 Kilometer nordöstlich der Stadt Lorient und 22 Kilometer südwestlich der Stadt Pontivy. Hier entspringt das Flüsschen Brûlé und entwässert zum Blavet. Nachbargemeinden sind Persquen und Guern im Norden, Melrand im Osten, Quistinic und Lanvaudan im Süden und Inguiniel im Westen.

## Geschichte
Funde belegen eine Anwesenheit von Menschen bereits in vorchristlicher Zeit. Reste eines befestigten Gehöfts aus gallo-römischer Zeit belegen auch die Besiedlung in der Zeitspanne. Vom 6. bis zum 13. Jahrhundert war der Ort Teil der ausgedehnten Herrschaft Kemenet Héboé. Im Zweiten Weltkrieg gab es zahlreiche Partisanen gegen die deutsche Vorherrschaft. Etliche wurden nach ihrer Ergreifung hingerichtet.

## Bevölkerungsentwicklung
Bubry gehörte 1793 mit 3472 Bewohnern zu den einwohnerstärksten Gemeinden der Region. Dies blieb auch im gesamten 19. Jahrhundert so. In der Zeit zwischen den beiden Weltkriegen erreichten die Bevölkerungszahlen ihren Höchststand. Ab 1946 verlor die Gemeinde massiv an Einwohnern (1946–2006: −49 %).
| Jahr      | 1962 | 1968 | 1975 | 1982 | 1990 | 1999 | 2006 | 2019 |
| Einwohner | 3442 | 3040 | 2865 | 2563 | 2445 | 2358 | 2329 | 2317 |

## Sehenswürdigkeiten
- Kirche Saint-Pierre et Saint-Paul (erbaut 1804)
- Kapelle Saint-Yves aus dem Jahr 1589
- Schloss von Kernivinen (15. Jahrhundert)
- Eingefassten Quellen Sainte-Hélène und Saint-Trémeur
- Backofen aus dem 18. Jahrhundert in Kerbrient
- Reste eines befestigten Gehöfts aus gallo-römischer Zeit in Kerourio
- Herrenhäuser von Coëtdiquel, Kéraly und Perros (17. und frühes 18. Jahrhundert)
- Zahlreiche Wind- und Wassermühlen
- Grabhügel von Alt-Saint-Yves

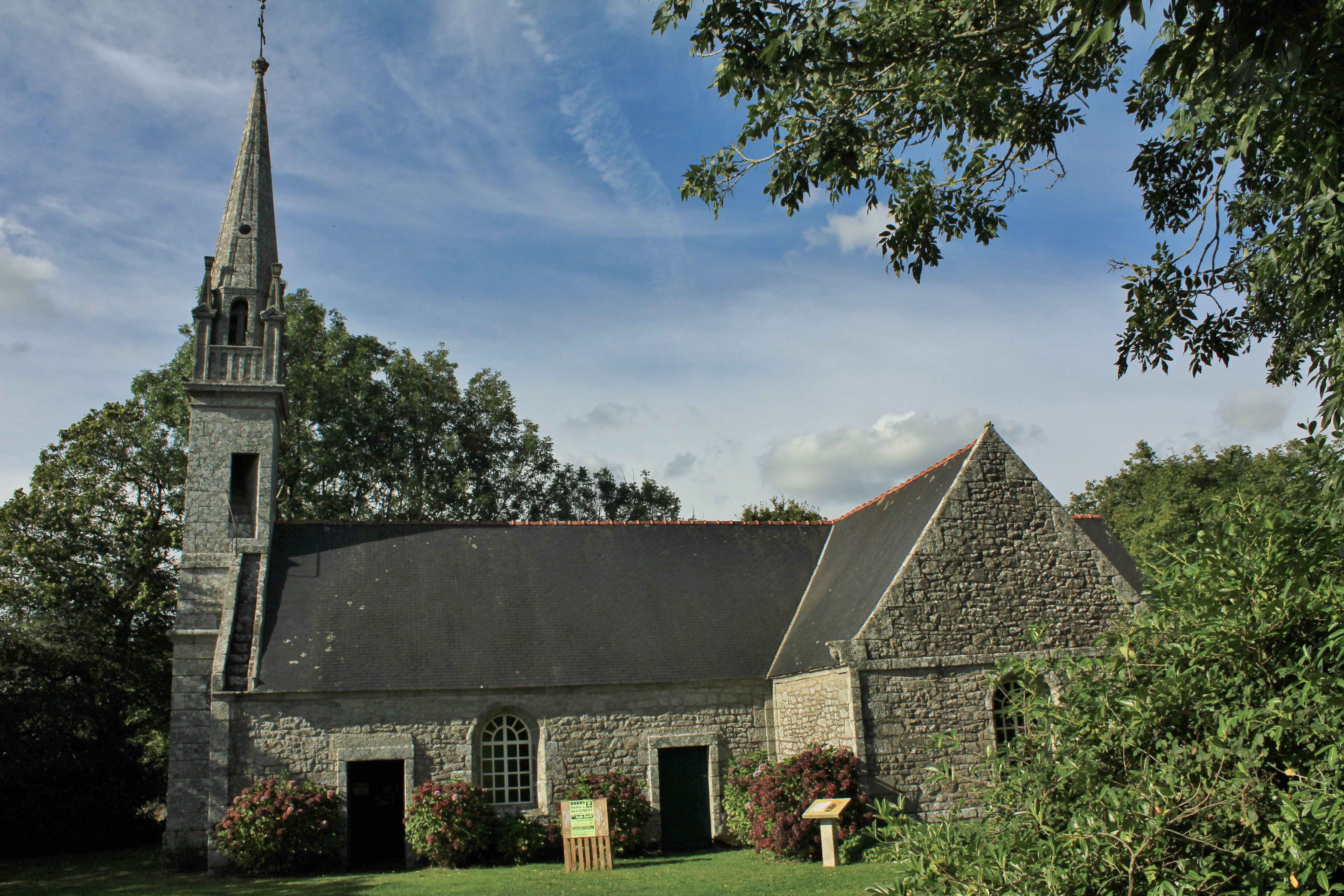
Die Kapelle Saint-Clément
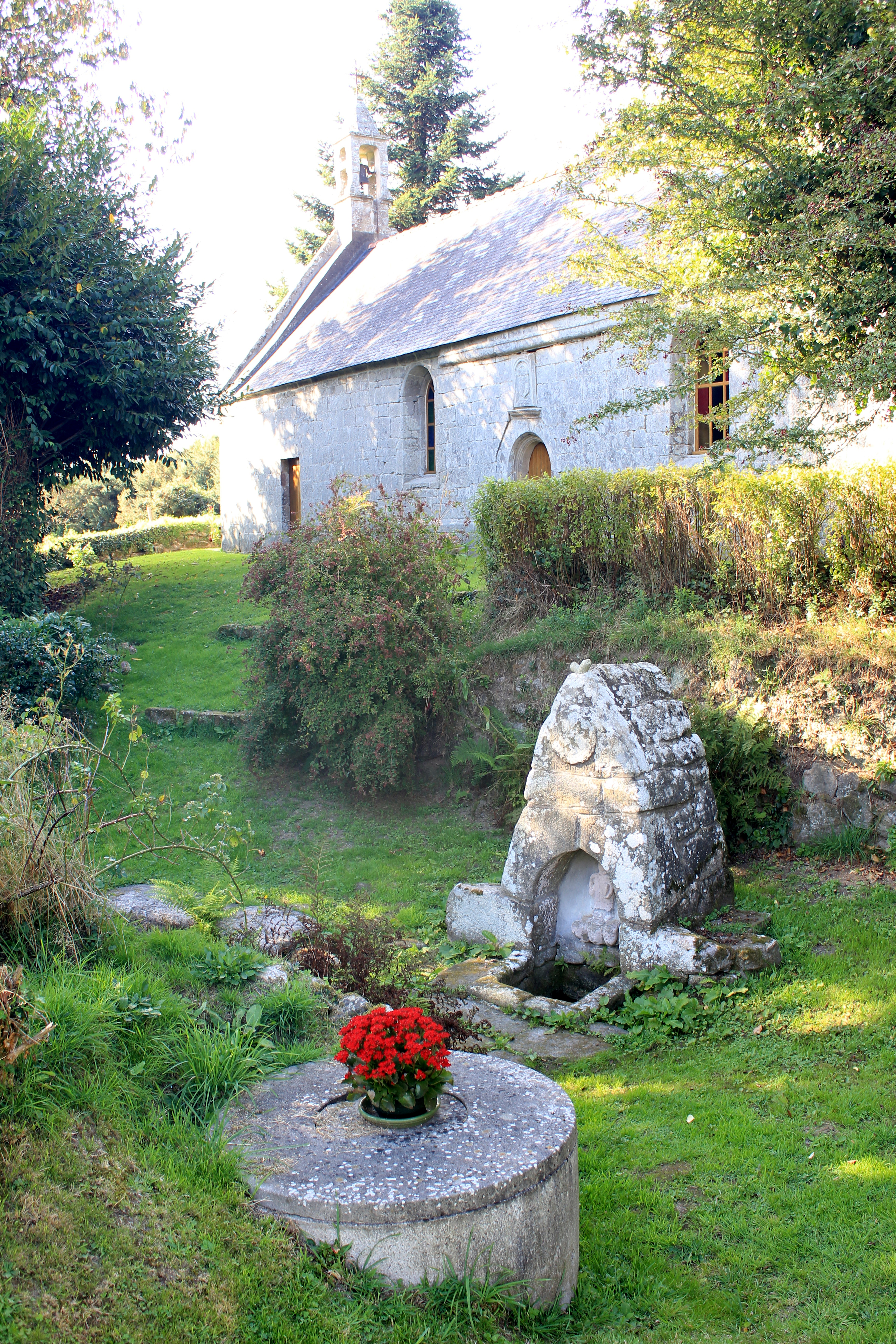
Die Kapelle Saint-Guénaël
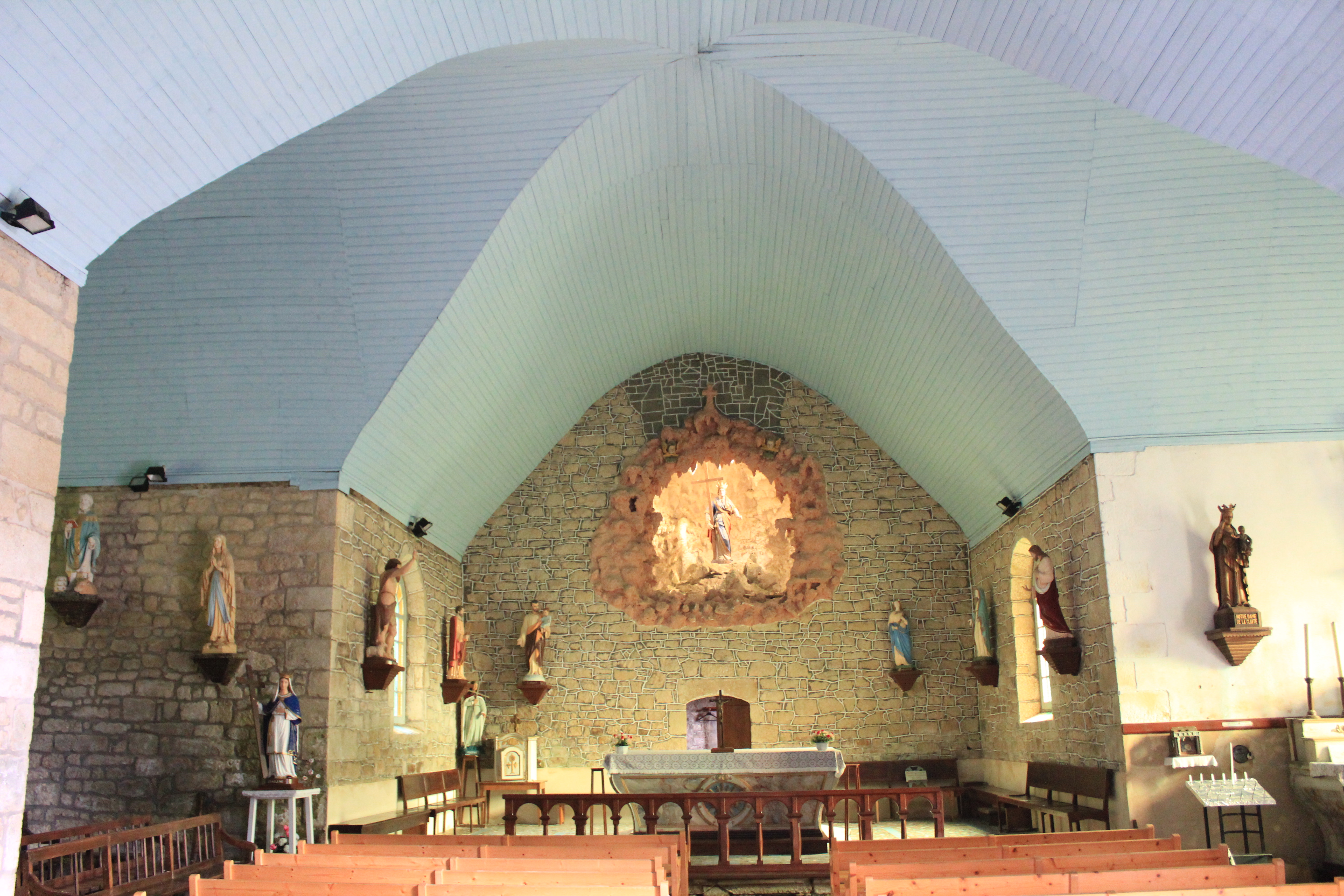
Innenansicht der Kapelle Sainte-Hélène
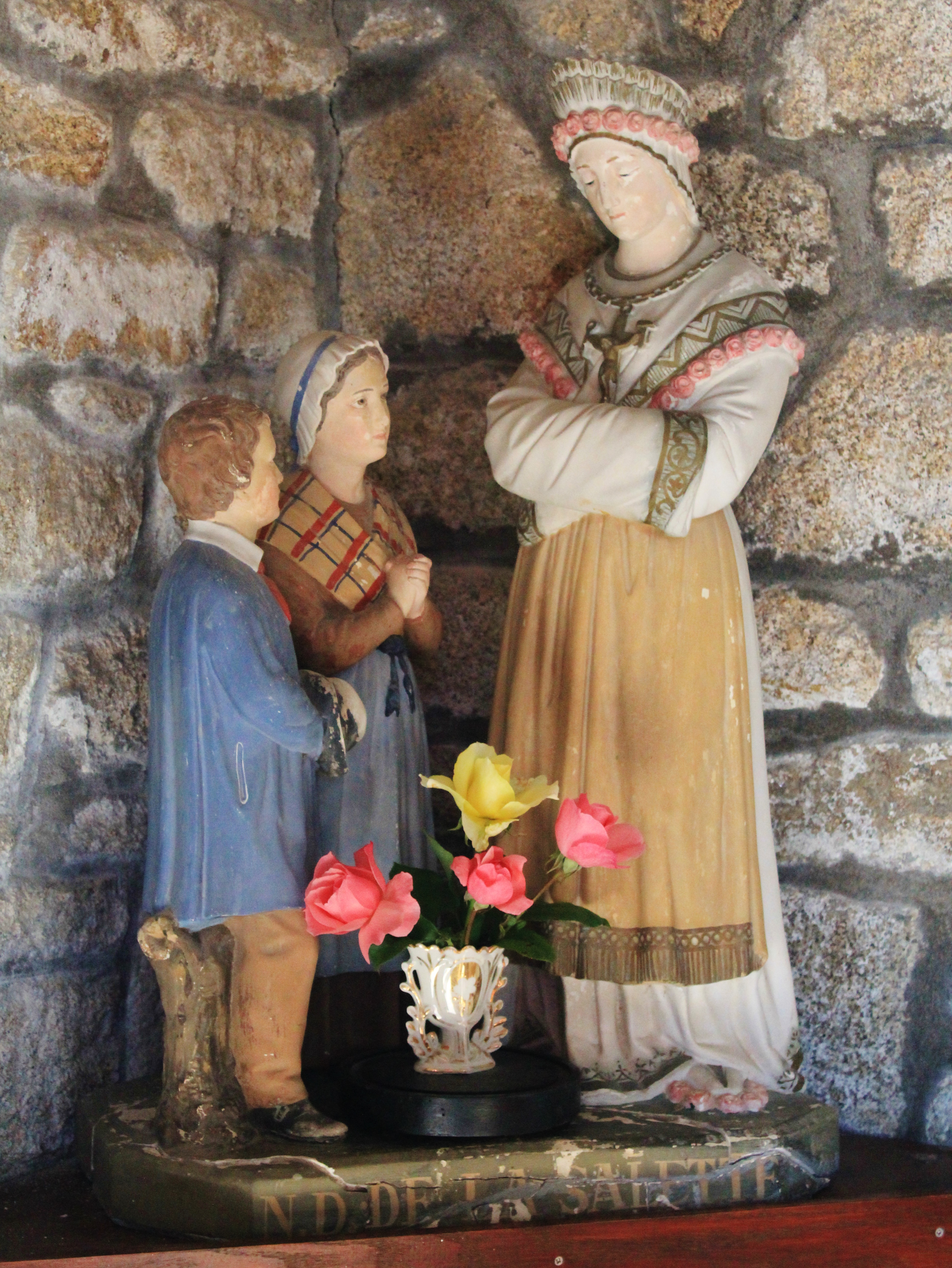
Figuren in der Kapelle Notre-Dame-de-la-Salette
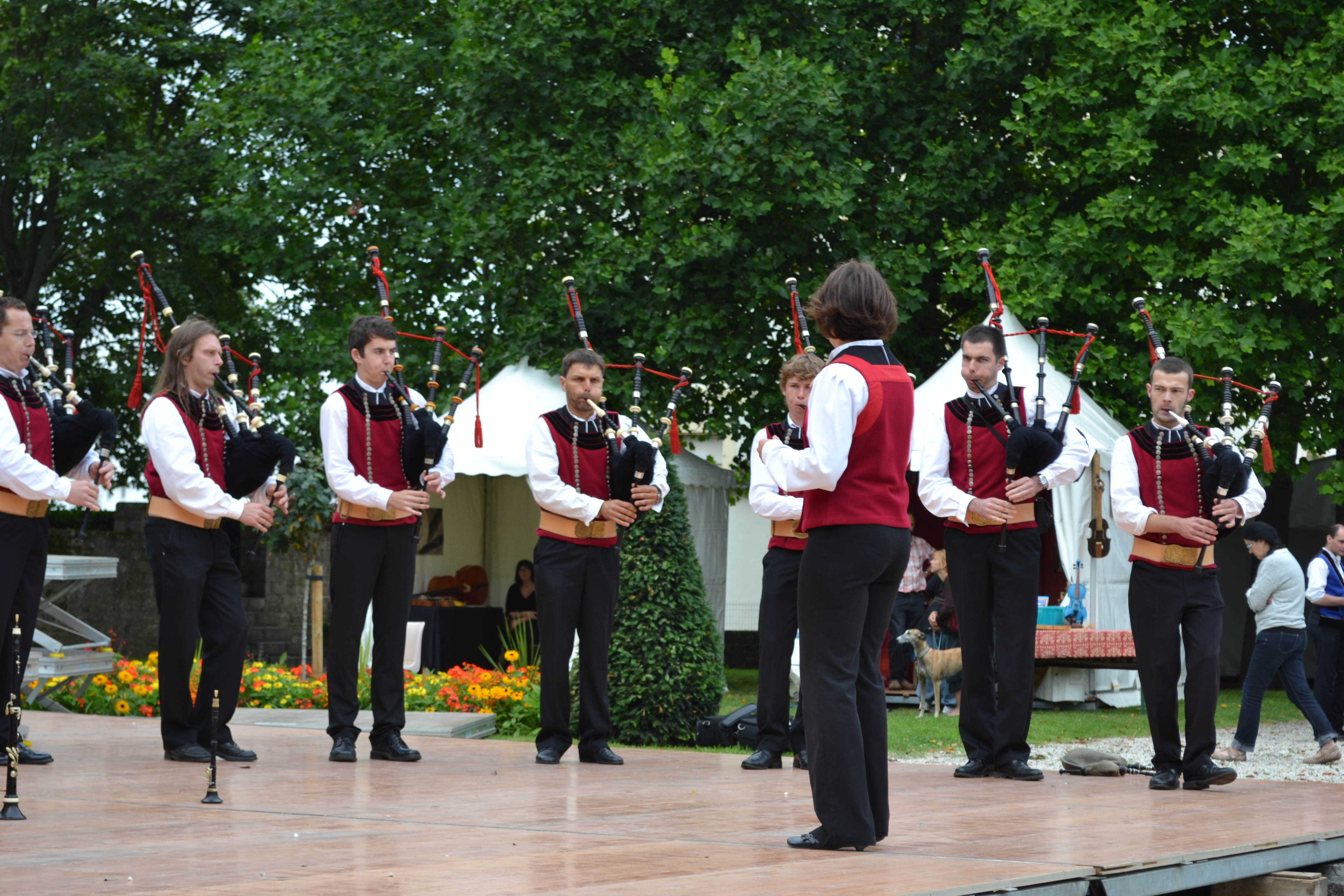
Musiker der Bagad Sant Ewan (Saint Yves) aus Bubry

## Gemeindepartnerschaften
- Macroom, Irland, seit 1986
- Marcallo con Casone, Italien, seit 2003[1]